# Slavjanovo (Chaskovo)
Slavjanovo (Bulgaars: Славяново) is een dorp in het zuiden van Bulgarije. Het dorp is gelegen in de gemeente Charmanli, oblast Chaskovo. Het dorp ligt hemelsbreed op 23 km afstand van de stad Chaskovo en 225 kilometer ten zuidoosten van Sofia. 

## Bevolking
Het dorp telde in 2019 zo'n 576 inwoners, een daling vergeleken met het maximum van 1.926 inwoners in 1946.
|  |

De etnische Bulgaren vormden de grootste bevolkingsgroep in het dorp Slavjanovo. In februari 2011 identificeerden 513 personen zichzelf als etnische Bulgaren, oftewel 83,7% van alle definieerbare respondenten. De grootste minderheid vormden de Bulgaarse Turken (70 personen; 11,4%) en de Roma (23 personen; 3,8%).
| Etnische samenstelling van de respondenten (2011) | Etnische samenstelling van de respondenten (2011) | Etnische samenstelling van de respondenten (2011) | Etnische samenstelling van de respondenten (2011) | Etnische samenstelling van de respondenten (2011) |
| ------------------------------------------------- | ------------------------------------------------- | ------------------------------------------------- | ------------------------------------------------- | ------------------------------------------------- |
|                                                   |                                                   |                                                   |                                                   |                                                   |
| Bulgaren                                          | Bulgaren                                          |                                                   | 83,7%                                             | 83,7%                                             |
| Turken                                            | Turken                                            |                                                   | 11,4%                                             | 11,4%                                             |
| Roma                                              | Roma                                              |                                                   | 3,8%                                              | 3,8%                                              |
| Anders/Onbekend                                   | Anders/Onbekend                                   |                                                   | 1,1%                                              | 1,1%                                              |